# MIDI 키보드

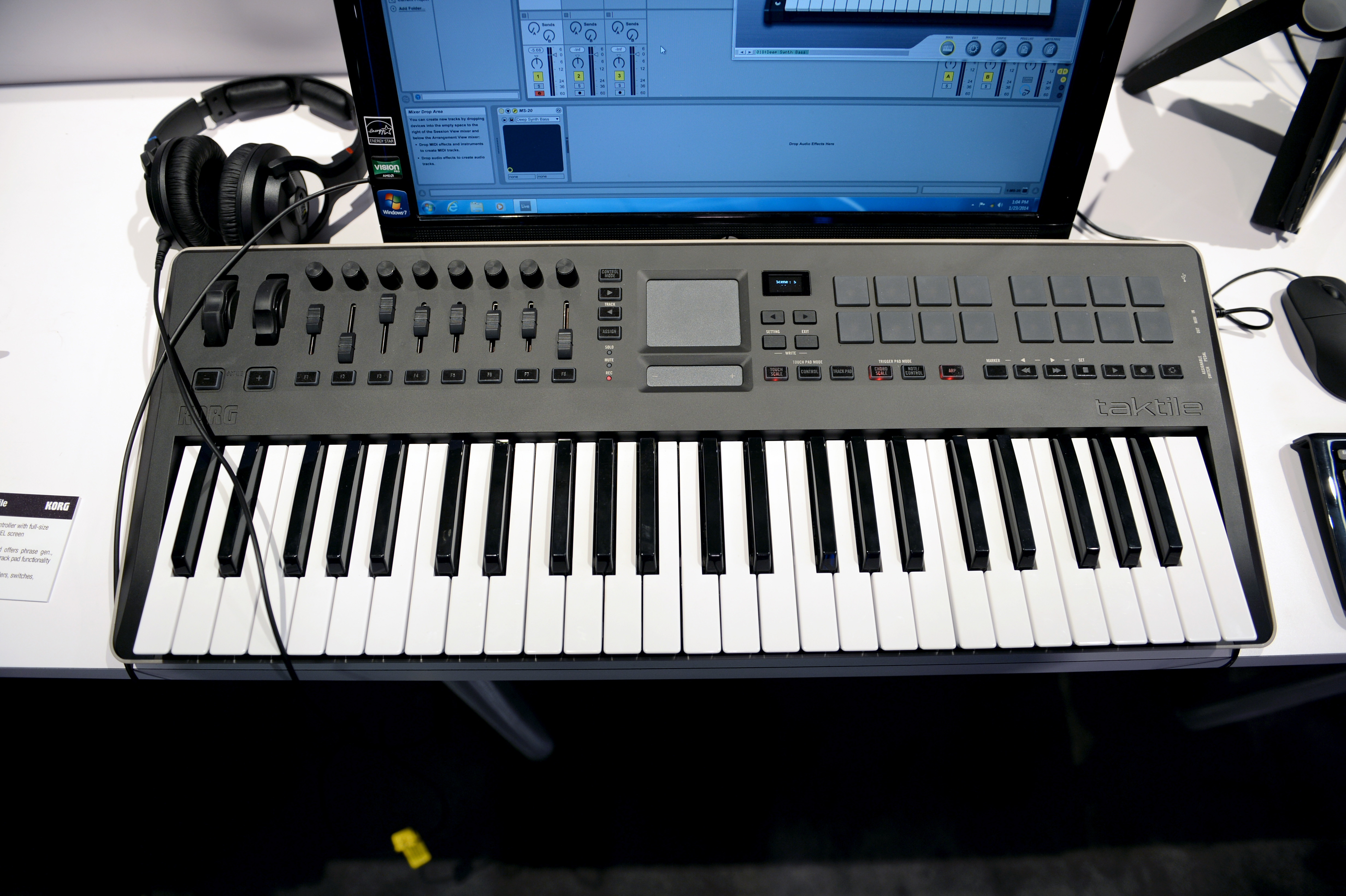
Korg Taktile USB MIDI 컨트롤러 키보드

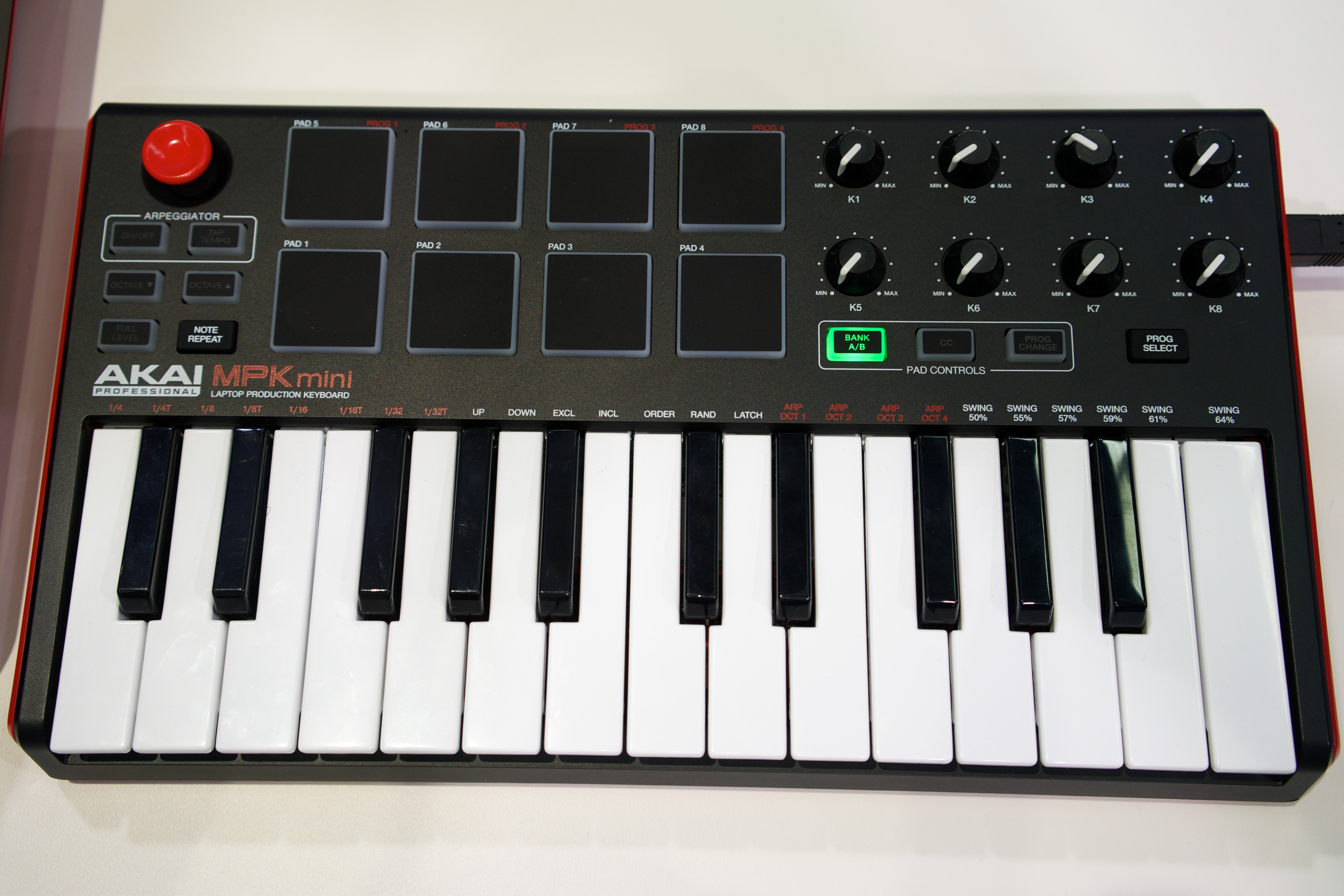
아카이 MPK 미니 MK2

MIDI 키보드 또는 컨트롤러 키보드(controller keyboard)는 일반적으로 피아노 스타일의 전자 음악 키보드로, 종종 다른 버튼, 휠 및 슬라이더가 있으며 USB 또는 MIDI 5핀 케이블을 통해 악기 디지털 인터페이스(MIDI) 명령을 전송하기 위한 MIDI 컨트롤러로 사용된다. 기타 음악 장치나 컴퓨터. 온보드 사운드 모듈이 없는 MIDI 키보드는 자체적으로 사운드를 생성할 수 없지만 일부 MIDI 키보드 모델에는 MIDI 컨트롤러와 사운드 모듈이 모두 포함되어 있다.
MIDI 컨트롤러로 사용하면 연주자가 누른 키나 버튼의 MIDI 정보가 모델링 합성, 샘플 재생 또는 아날로그 하드웨어 악기를 통해 사운드를 생성할 수 있는 수신 장치로 전송된다. 수신 장치는 다음과 같다.
- DAW(디지털 오디오 워크스테이션) 또는 독립형 오디오 플러그인을 실행하는 컴퓨터(또는 컴퓨터를 사용하여 MIDI 신호를 다른 장치로 다시 라우팅할 수 있음)
- 사운드 모듈
- 드럼 머신과 같이 MIDI 기능을 갖춘 디지털(디지털 피아노/스테이지 피아노) 또는 아날로그(신디사이저) 하드웨어 악기

위에서 언급한 디지털 피아노, 스테이지 피아노, 신디사이저 카테고리의 많은 디지털 및 아날로그 하드웨어 키보드는 MIDI 기능이 있는 경우 MIDI 컨트롤러로 사용할 수 있지만 동일한 수준의 소프트웨어 통합 및 MIDI 매핑 가능한 컨트롤 수를 제공하지 않는 경우가 많다. 전용 MIDI 키보드로 사용된다. MIDI 키보드는 취미로 연주하는 사람부터 녹음 스튜디오나 콘서트 무대에서 일하는 전문 음악가에 이르기까지 DAW 및 소프트웨어 악기로 작업하는 개인이 자주 활용한다.